# Golden delicious

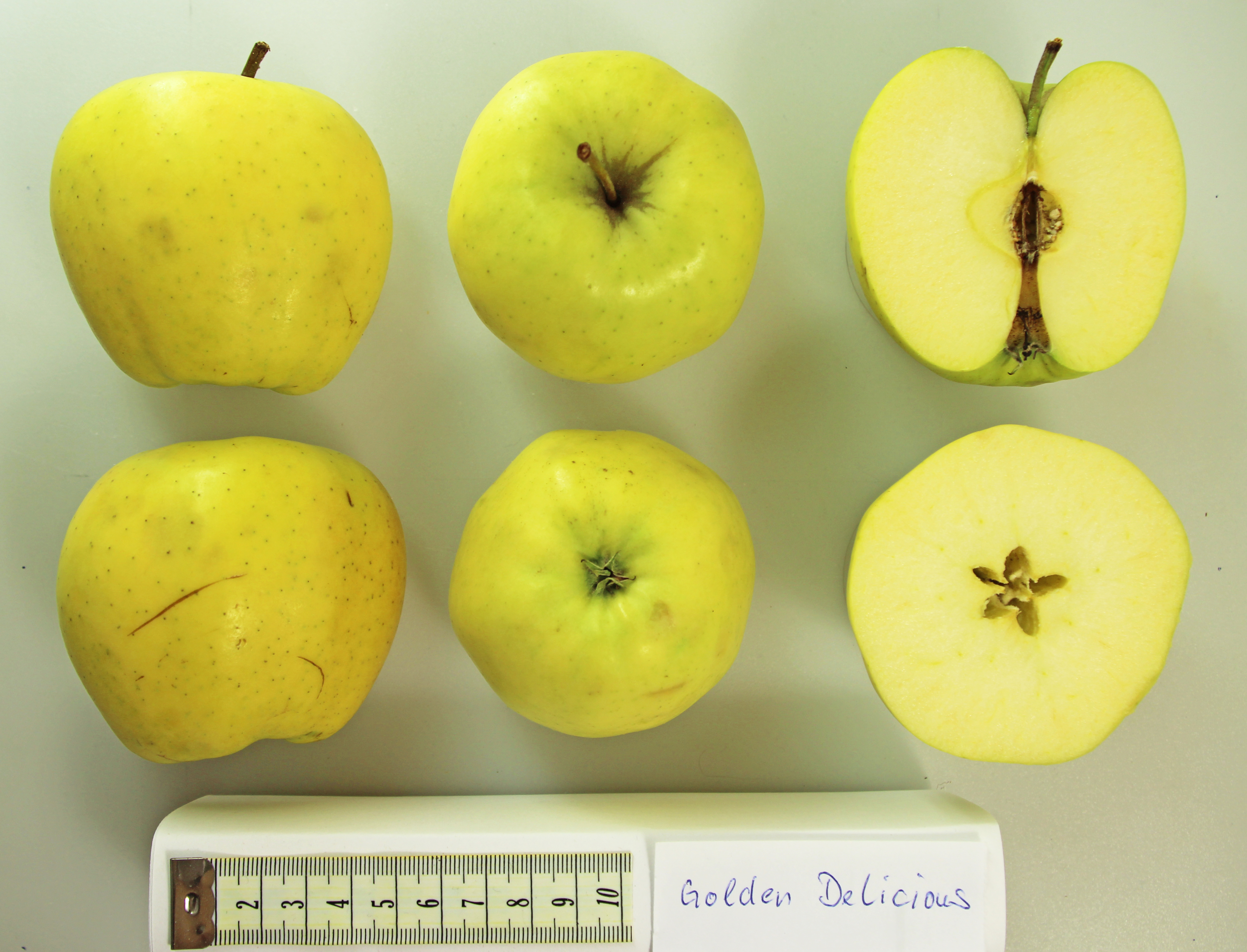
A Golden Delicious gyümölcse

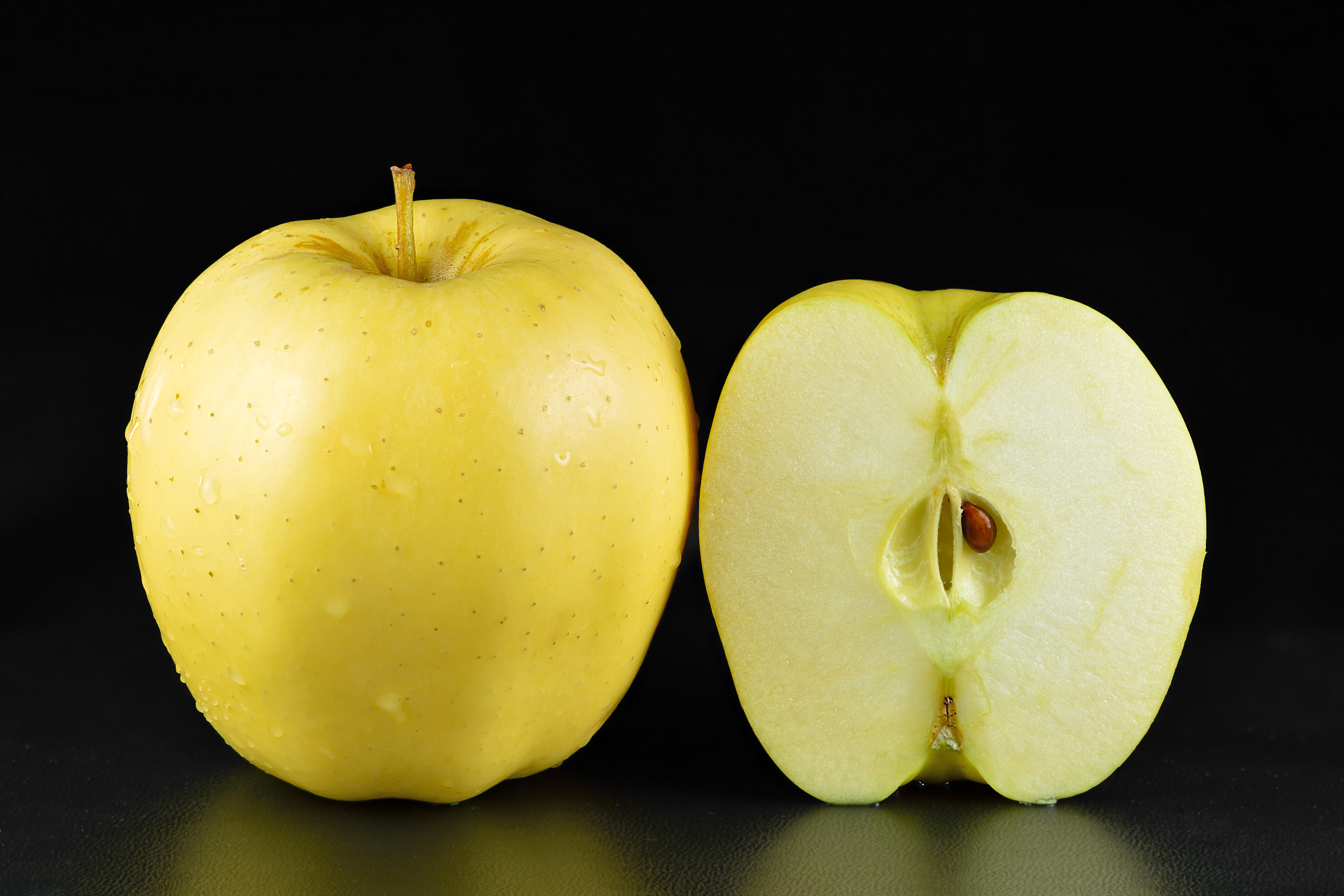

A Golden delicious egy amerikai almafajta. Világszerte elterjedt, Magyarországon is népszerű és az Egyesült Államokban is a legkedveltebb fajták közé tartozik.
Gyümölcse jellegzetes, más fajtákéval össze nem keverhető, kezdeti érésben zöldessárga, később sárga színű, középnagy vagy nagy. 
Húsa sárgás, édeskés, kellemes ízű, harmonikus, aromás és illatos. A magyar népnyelv Delicsesz néven ismeri.
'Arctic® Golden' márkanév alatt a fajtából készült az első genetikailag nemesített almák egyike a Granny Smith és a Fuji fajták mellett.

## Története
A 19. század végén az Egyesült Államokban a Grimes Golden almafajta szabad megporzású magoncaként keletkezett, apai szülője valószínűleg a Golden Reinette. 1890-ben fedezte fel Anderson Mullins a családi farmján a Nyugat-virginiai Clay megyében.
A szaporítási jogok 1914-ben kerültek a Stark fivérek faiskolájához. Kereskedelmi forgalomba 1916-ban került.
A fajta ma ismert nevét már ők adták neki, korábban Mullin's Yellow néven volt ismert a környéken.
Évtizedekig a Red Delicious fajtakör után a második helyet foglalta el, az utóbbi években azonban a világ egyik legelterjedtebb fajtája volt.
A fajta népszerűsége kissé megtorpanni látszik, s hazánkban is az 1990-es években ideiglenesen visszaszorult, az új klónok terjedésével jelentősége újra növekedhet.
2010-ben az alma teljes genomjának föltérképezésekor Golden Delicious fajtát használtak modellfajtaként. A maga 57 000 génjével a világ eddigi leghosszabb genomú növénye lett.

## Jellemzői
A fajta bármilyen alanyon, bármilyen koronaformára nevelhető. 
Az ökológiai viszonyokhoz jól alkalmazkodik, Magyarországon bárhol termeszthető, de jó minőséget csak optimális termőhelyi körülmények között produkál, ilyenek a kiegyenlített klíma, üde, laza és humuszban gazdag talaj.
Önmeddősége miatt porzófajtákat igényel. Alkalmas fajták például a Braeburn, az Elstar, a Fiesta, a Gala, a Cox Orange Renette, a Jonathan vagy az Idared.

### Hajtásrendszer
Középerős növekedésű, erős központi tengelyű, jól elágazó korona jellemző rá. Virágait a hosszú vesszők oldalrügyeiben fejleszti. A háromévesnél idősebb termőrészeket metszéskor cserélni kell.

### Gyümölcs
Mérete középnagy vagy nagy, tömege 140-180 g. 
Általában gömbölyded, esetleg enyhén megnyúlt, alakjának változatossága évjárat- és termőhelyfüggő. 
Héja vékony, sérülékeny, az érés kezdetén zöldes, később sárga, viaszréteg nem borítja.
Húsa sárgás, édeskés, kellemes ízű, harmonikus, aromás és illatos, a fogyasztói igényeket zölden és sárgán szüretelve is kielégíti. 
Túl elővigyázatlan szüret esetén a gyümölcsök sérülékenyebbek, romlik a tárolhatóságuk.
A szüret ideje szeptember vége - október eleje.
Termőképessége kimagasló, hamar termőre fordul. Viszont az alternancia elkerülésére időnként termésritkítást is igényel.

## Növényvédelme
Lisztharmatra nem fogékony, ugyanakkor érzékeny a réz- és kéntartalmú növényvédő szerekre, melyek perzselő hatást válthatnak ki. 
A növényvédelem (és általában a termesztéstechnológia) legfőbb célkitűzése a parásodás elkerülése, mert erre – a viaszréteg hiányában – hajlamos. 
A termesztés során figyelmet kell fordítani a varasodás, a takácsatka és levéltetvek elleni védelemre.

## Felhasználása
Gyümölcse kiváló élvezeti értékkel rendelkezik, friss fogyasztásra igen kedvelt. Emellett sütésre, aszalásra és egyéb sokoldalú élelmiszeripari felhasználásra alkalmas.